# Idina Menzel
Idina Kim Menzel (født 30. maj 1971) er en amerikansk skuespiller og sangerinde kendt fra Broadway, Hollywood og TV. Hendes mange roller og succes har givet hende tilnavnet "Queen of Broadway".
Hun fik sit gennembrud i rollen som Maureen Johnson, i rock musicalen Rent på Broadway. En rolle hun senere gentog i film versionen fra 2005. Rollen som Maureen Johnson indbragte hende desuden hendes første Tony Awards (1996) nominering i kategorien Bedste Skuespillerinde i en Musical. En kategori hun senere blev nomineret i igen og denne gang vandt, for sin optræden som den grønne heks Elphaba i Broadway musicalen Wicked. Hun sang også og lagde stemme til Elsa i filmen Frost.

## Filmografi

### Film
| År   | Titel                                    | Rolle                      | Noter                                              |
| ---- | ---------------------------------------- | -------------------------- | -------------------------------------------------- |
| 2001 | Kissing Jessica Stein                    | Bridesmaid                 |                                                    |
| 2002 | Just a Kiss                              | Linda                      |                                                    |
| 2004 | Water                                    | Jessy Turner               |                                                    |
| 2004 | The Tollbooth                            | Raquel Cohen-Flaxman       |                                                    |
| 2005 | Rent                                     | Maureen Johnson            |                                                    |
| 2006 | Ask the Dust                             | Vera Rivkin                |                                                    |
| 2007 | ShowBusiness: The Road to Broadway       | Herself                    | Recorded "Lullaby of Broadway" for the end credits |
| 2007 | Enchanted                                | Nancy Tremaine             |                                                    |
| 2007 | Beowulf                                  | Herself                    | Recorded "A Hero Comes Home" for the end credits   |
| 2013 | Frozen                                   | Elsa (voice)               |                                                    |
| 2015 | Frozen Fever                             | Elsa (voice)               | Short film                                         |
| 2017 | Olaf's Frozen Adventure                  | Elsa (voice)               | Short film                                         |
| 2017 | Beaches                                  | Cecilia Carol “C.C.” Bloom | Recorded ”Wing Beneath my Wings”                   |
| 2018 | Ralph Breaks the Internet                | Elsa (voice)               |                                                    |
| 2019 | Uncut Gems                               | Dinah Ratner               |                                                    |
| 2019 | Frozen II                                | Elsa (voice)               |                                                    |
| 2021 | Cinderella                               | Vivian                     |                                                    |
| 2022 | American Murderer                        | Melanie                    |                                                    |
| 2022 | Disenchanted                             | Nancy Tremaine             |                                                    |
| 2023 | Trolls 3                                 | TBA (voice)                |                                                    |
| TBA  | Latchkey Kids                            | TBA                        | Filming                                            |
| TBA  | You Are So Not Invited to My Bat Mitzvah | TBA                        | Filming                                            |

### Tv
| År        | Titel                                                     | Rolle                       | Noter                               |
| --------- | --------------------------------------------------------- | --------------------------- | ----------------------------------- |
| 1998      | Hercules: The Animated Series                             | Circe (voice)               | 1 episode                           |
| 2004      | Rescue Me                                                 | Carol                       | 1 episode                           |
| 2004      | Broadway on Broadway                                      | Herself                     | Television film                     |
| 2005      | Kevin Hill                                                | Francine Prescott           | 2 episodes                          |
| 2009      | Soundstage                                                | Herself                     | Season 7, episode 2                 |
| 2009      | Private Practice                                          | Lisa King                   | 2 episodes                          |
| 2009      | Great Performances: Chess in Concert                      | Florence Vassy              | 1 episode                           |
| 2010–2013 | Glee                                                      | Shelby Corcoran             | 12 episodes                         |
| 2010      | A Broadway Celebration: In Performance at the White House | Herself                     | PBS Special                         |
| 2010      | Wonder Pets                                               | The Queen of Hearts (voice) | Episode: "Adventures in Wonderland" |
| 2010      | Sesame Street                                             | Herself                     | 1 episode                           |
| 2011      | The Glee Project                                          | Herself                     | Episode: "Theatricality"            |
| 2011      | Idina Menzel Live: Barefoot at the Symphony               | Herself                     | PBS Special                         |
| 2013      | The Broadway.com Show                                     | Herself                     | 3 episodes                          |
| 2015      | Arthur                                                    | Dr. Paula (voice)           | Episode: "Shelter from the Storm"   |
| 2016      | Lego Frozen Northern Lights                               | Elsa (voice)                |                                     |
| 2017      | Beaches                                                   | Cecilia Carol "C. C." Bloom | Television film                     |
| 2017      | Julie's Greenroom                                         | Herself                     | Episode: "The Show Must Go On"      |
| 2017      | Ant & Dec's Saturday Night Takeaway                       | Guest Announcer             | Series 14, episode 7                |
| 2018      | A Very Wicked Halloween                                   | Herself / Elphaba           |                                     |
| 2018      | Celebrity Undercover Boss                                 | Undercover as Helen Gold    | Stars in episode 2                  |
| 2018      | Mickey's 90th Spectacular                                 | Herself                     | Television special                  |
| 2019      | Rent: Live                                                | Herself                     | [ 5 ]                               |
| 2020      | The Disney Family Singalong: Volume II                    | Herself                     | Television special                  |
| 2020      | Into the Unknown: Making Frozen 2                         | Herself                     | Disney+ Docuseries                  |
| 2021      | Musicals: The Greatest Show                               | Herself                     | Television special                  |
| 2022      | Harmonious Live!                                          | Herself / Host              | Disney+ livestream                  |
| 2022      | Idina Menzel: Which Way to the Stage?                     | Herself                     | Disney+ documentary                 |

### Computerspil
| År   | Titel                                | Rolle        |
| ---- | ------------------------------------ | ------------ |
| 2013 | Disney Infinity                      | Elsa (voice) |
| 2014 | Disney Infinity: Marvel Super Heroes | Elsa (voice) |
| 2015 | Disney Infinity 3.0                  | Elsa (voice) |
| 2019 | Kingdom Hearts III                   | Elsa (voice) |

### Other
| År        | Titel                         | Rolle    | Noter                     |
| --------- | ----------------------------- | -------- | ------------------------- |
| 2015      | Super Bowl XLIX               | Herself  | National Anthem           |
| 2015–2016 | Sirius Satellite Radio        | Guest DJ | Radio show; 20 episodes   |
| 2020      | GEICO Tax Attorney Commercial | Herself  | Singing to GEICO customer |
| 2020      | Idina's Treehouse             | Host     | YouTube                   |

## Diskografi
- Still I Can't Be Still (1998)
- Here (2004)
- I Stand (2008)
- Holiday Wishes (2014)
- idina. (2016)
- Christmas: A Season of Love (2019)